# Glutetimidă
Glutetimida este un medicament hipnotic și sedativ derivat de glutarimidă, și mai este utilizat în Bulgaria în tratamentul insomniilor. A fost comercializat în România, dar a fost retras.